# パリメトロ11号線
11号線（11ごうせん、フランス語: Ligne 11）は、パリ交通公団（RATP）の運営するフランスの首都パリを含むイル＝ド＝フランス地域圏のメトロ（地下鉄）路線の一つ。パリ市内中心部シャトレ駅と、パリ郊外東部ロニー＝スー＝ボワのロニー＝ボア＝ペリエ駅までを東西に結ぶ。1923年に開業。

## 概要
1924年に廃止されたベルヴィル・ケーブルカーの後継として設計された。2024年、1937年のメリー・デ・リラ駅までの延伸工事以降、87年ぶりに新規区間が開業し、路線距離がほぼ倍増となった。
1950年代から1960年代にかけて、パリ交通公団（RATP）の技術革新の実験場として先駆的な役割を果たした。1956年には、世界の地下鉄で初めてゴムタイヤ方式を導入した。また、1967年には、パリ・メトロで初めて中央制御ステーション（PCC）と自動操縦装置が導入された。

11号線の路線図

グラン・パリ・エクスプレスとして計画されているノワジー＝シャン駅への延伸工事は、2025年現在無期限延期となっている。2024年の延伸工事までは、支線を除いたパリ・メトロ14路線の中で最も利用者が少なかった。

## 歴史

### 年表
- 1935年4月28日 - シャトレ駅〜ポルト・デ・リラ駅間開業。
- 1937年2月17日 - ポルト・デ・リラ駅〜メリー・デ・リラ駅間延伸開業。
- 1944年5月12日〜1945年3月5日 - パリがナチス・ドイツに占領され営業を停止し、その駅構内は軍需工場として使われる。
- 1954年〜1956年 - ゴムタイヤ軌道への改造工事が行われる。MP55型が運行を開始。
- 1999年1月 - MP55型が退役し、全車両がMP59型で揃われる。
- 2023年6月 - 新型MP14型が運行開始。同時にMP59型の置き換えも開始。
- 2024年6月12日 - MP59型の定期運行が終了。全車両がMP14型となる。
- 2024年6月13日 - メリー・デ・リラ駅〜ロニー＝ボア＝ペリエ駅間延伸開業[1]。

## 車両
1956年からMP 55型が、1999年から2024年までは4号線などから捻出されて来たMP 59型が運行されていた。現在は全車両がMP14型となっている。

## 駅一覧
| 駅名                     | 駅名                                  | 接続路線                                                                              | 所在地                                   | 所在地                                   |
| ------------------------ | ------------------------------------- | ------------------------------------------------------------------------------------- | ---------------------------------------- | ---------------------------------------- |
| シャトレ駅               | Châtelet                              | メトロ： 1号線、 4号線、 7号線、 14号線 RER： A線、 B線、 D線（シャトレ＝レ・アル駅） | パリ                                     | 1区、4区                                 |
| オテル・ド・ヴィル駅     | Hôtel de Ville                        | メトロ： 1号線                                                                        | パリ                                     | 4区                                      |
| ランビュトー駅           | Rambuteau （Centre Georges Pompidou） |                                                                                       | パリ                                     | 3区、4区                                 |
| アール・ゼ・メティエ駅   | Arts et Métiers                       | メトロ： 3号線                                                                        | パリ                                     | 3区                                      |
| レピュブリック駅         | République                            | メトロ： 3号線、 5号線、 8号線、 9号線                                                | パリ                                     | 3区                                      |
| ゴンクール駅             | Goncourt （Hôpital Saint-Louis）      |                                                                                       | パリ                                     | 10区、11区                               |
| ベルヴィル駅             | Belleville                            | メトロ： 2号線                                                                        | パリ                                     | 10区、11区、19区、20区                   |
| ピレネー駅               | Pyrénées                              |                                                                                       | パリ                                     | 19区、20区                               |
| ジュールダン駅           | Jourdain                              |                                                                                       | パリ                                     | 19区、20区                               |
| プラス・デ・フェット駅   | Place des Fêtes                       | メトロ： 7bis線                                                                       | パリ                                     | 19区                                     |
| テレグラフ駅             | Télégraphe                            |                                                                                       | パリ                                     | 19区                                     |
| ポルト・デ・リラ駅       | Porte des Lilas                       | メトロ： 3bis線 トラム： 3b線                                                         | パリ                                     | 19区                                     |
| メリー・デ・リラ駅       | Mairie des Lilas                      |                                                                                       | レ・リラ                                 | レ・リラ                                 |
| セルジュ・ゲンズブール駅 | Serge Gainsbourg                      |                                                                                       | レ・リラ                                 | レ・リラ                                 |
| ロマンヴィル＝カルノー駅 | Romainville - Carnot                  |                                                                                       | ロマンヴィル、ノワジー＝ル＝セック       | ロマンヴィル、ノワジー＝ル＝セック       |
| モントルイユ＝オピタル駅 | Montreuil - Hôpital                   |                                                                                       | ノワジー＝ル＝セック、モントルイユ       | ノワジー＝ル＝セック、モントルイユ       |
| ラ・デュイ駅             | La Dhuys                              |                                                                                       | モントルイユ、ロニー＝スー＝ボワ         | モントルイユ、ロニー＝スー＝ボワ         |
| コトー・ボークレール駅   | Coteaux Beauclair                     |                                                                                       | ノワジー＝ル＝セック、ロニー＝スー＝ボワ | ノワジー＝ル＝セック、ロニー＝スー＝ボワ |
| ロニー＝ボワ＝ペリエ駅   | Rosny-Bois-Perrier                    | RER： E線                                                                             | ロニー＝スー＝ボワ                       | ロニー＝スー＝ボワ                       |

- 全線各駅停車、快速運転はない。
- 全線を通して地下区間。